# Открытый чемпионат США по теннису 2012
Открытый чемпионат США 2012 — 132-й розыгрыш ежегодного профессионального теннисного турнира серии Большого шлема, проводящегося в американском городе Нью-Йорк на кортах местного Национального теннисного центра. Традиционно выявляются победители соревнования в девяти разрядах: в пяти — у взрослых и четырёх — у старших юниоров.
В 2012 году матчи основных сеток прошли с 27 августа по 9 сентября. Соревнование традиционно завершало сезонов турниров серии в рамках календарного года. В 9-й раз подряд турниру предшествовала бонусная US Open Series для одиночных соревнований среди взрослых, шестёрка сильнейших по итогам которой, исходя из своих результатов на Открытом чемпионате США, дополнительно увеличивала свои призовые доходы.
Прошлогодние победители среди взрослых:
- в мужском одиночном разряде —  Новак Джокович
- в женском одиночном разряде —  Саманта Стосур
- в мужском парном разряде —  Юрген Мельцер и  Филипп Пецшнер
- в женском парном разряде —  Лизель Хубер и  Лиза Реймонд
- в смешанном парном разряде —  Мелани Уден и  Джек Сок

## US Open Series
| Поз. | Теннисист      | Очков | US Open 2012 | Бонусные призовые |
| ---- | -------------- | ----- | ------------ | ----------------- |
| 1    | Новак Джокович | 170   | финал        | $ 500 000         |
| 2    | Джон Изнер     | 140   | 3-й раунд    | $ 20 000          |
| 3    | Сэм Куэрри     | 135   | 3-й раунд    | $ 10 000          |

| Поз. | Теннисистка        | Очков | US Open 2012 | Бонусные призовые |
| ---- | ------------------ | ----- | ------------ | ----------------- |
| 1    | Петра Квитова      | 215   | 4-й раунд    | $ 70 000          |
| 2    | Ли На              | 170   | 3-й раунд    | $ 20 000          |
| 3    | Доминика Цибулкова | 100   | 3-й раунд    | $ 10 000          |

## Соревнования

### Взрослые

#### Мужчины. Одиночный турнир
Энди Маррей обыграл  Новака Джоковича со счётом 7-6(10), 7-5, 2-6, 3-6, 6-2
- Маррей стал первым за 76 лет британцем, победившем в мужском одиночном разряде на турнире Большого Шлема.

#### Женщины. Одиночный турнир
Серена Уильямс обыграла  Викторию Азаренко со счётом 6-2, 2-6, 7-5.
- Уильямс выигрывает 2й турнир серии в сезоне и 15й за карьеру.

#### Мужчины. Парный турнир
Боб Брайан /  Майк Брайан обыграли  Леандера Паеса /  Радека Штепанека со счётом 6-3, 6-4.
- Братья Брайаны выигрывают 12-й титул в мужском парном разряде на турнирах Большого Шлема.

#### Женщины. Парный турнир
Роберта Винчи /  Сара Эррани обыграли  Андреа Главачкову /  Луцию Градецкую со счётом 6-4, 6-2.
- Итальянки выигрывают свой второй титул на турнирах Большого шлема в карьере.
- Чешки уступают второй финал в сезоне на турнирах Большого шлема.

#### Микст
Екатерина Макарова /  Бруно Соарес обыграли  Квету Пешке /  Марцина Матковского со счётом 6-7(8), 6-1, [12-10].
- Соарес становится первым с 1975 года бразильцем, которому покоряется турнир Большого шлема в данном разряде.

### Юниоры

#### Юноши. Одиночный турнир
Филип Пеливо обыграл  Лиама Броуди со счётом 6-2, 2-6, 7-5.
- Пеливо сыграл в 2012 году в финалах всех четырёх турниров серии.

#### Девушки. Одиночный турнир
Саманта Кроуфорд обыграла  Анетт Контавейт со счётом 7-5, 6-3.
- Впервые с 1995 года американки выигрывают два домашних турнира Большого шлема подряд.
- Впервые с 1992 года американки выигрывают два турнира серии за сезон.

#### Юноши. Парный турнир
Фредерику Феррейра Силва /  Кайл Эдмунд обыграли  Ника Кирьоса /  Джордана Томпсона со счётом 5-7, 6-4, [10-6].
- Британец побеждает на американском турнире Большого шлема впервые с 2000 года.

#### Девушки. Парный турнир
Тейлор Таунсенд /  Габриэлла Эндрюс обыграли  Белинду Бенчич /  Петру Убералову со счётом 6-3, 6-4.
- Таунсенд выигрывает 3-й из 4-х турниров серии в 2012 году.